# Coquetel (evento)
Coquetel é uma celebração social em comemoração a algum evento onde são servidos alimentos e bebidas para os convidados.

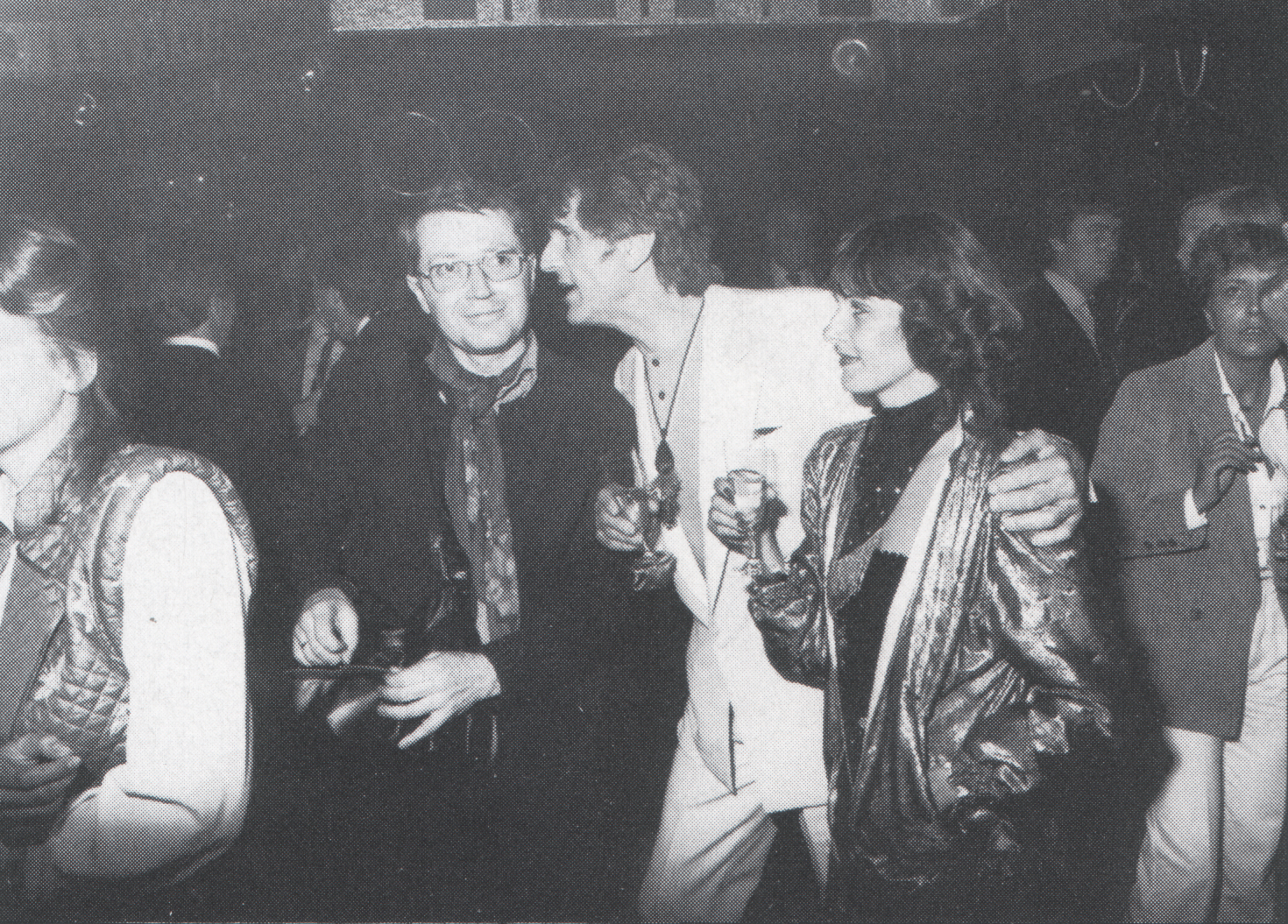
Um coquetel

De acordo com o The Wall Street Journal, quem inventou o coquetel foi Alec Waugh, em Londres. O costume de realizar coquetéis teria se perdido durante a década de 1960, tendo sido revivido durante os anos 1980.